# Вальми
Вальми́ (фр. Valmy) — деревня во французской Шампани, в округе Сент-Менеу департамента Марна с населением на 1999 год в 284 чел. Расположена севернее шоссе A4 — маршрута E50 и в 9 километрах к западу от города Сент-Менеу.

## История
В военной истории Вальми известна благодаря сражению между революционными французами под начальством Дюмурье и Келлермана и войсками первой коалиции, произошедшему здесь 20 сентября 1792 года, в котором французы одержали победу.
В честь Келлермана, обеспечившего победу, близ деревни ему установлен памятник. Недалеко от памятника находится мельница, открытая в 1947 году, разрушенная в 1999 году, восстановленная в 2005 году и являющаяся копией одной из 2-х мельниц, возле которых происходило сражение. Здесь же расположена часовня с прахом принцессы Жинетти (Ginetti), правнучки Келлермана.

## Достопримечательности
- В деревне установлены два скульптурных изображения южноамериканцев: Франсиско де Миранда и Симона Боливара. Де Миранда был офицером и героем войны за независимость в Венесуэле. С 1784 года он искал союзников в Европе и в 1792 году, оказавшись во Франции, примкнул к жирондистам. Скульптуры открыты в присутствии посла Венесуэлы.
- Американский танк M47.

## Галерея

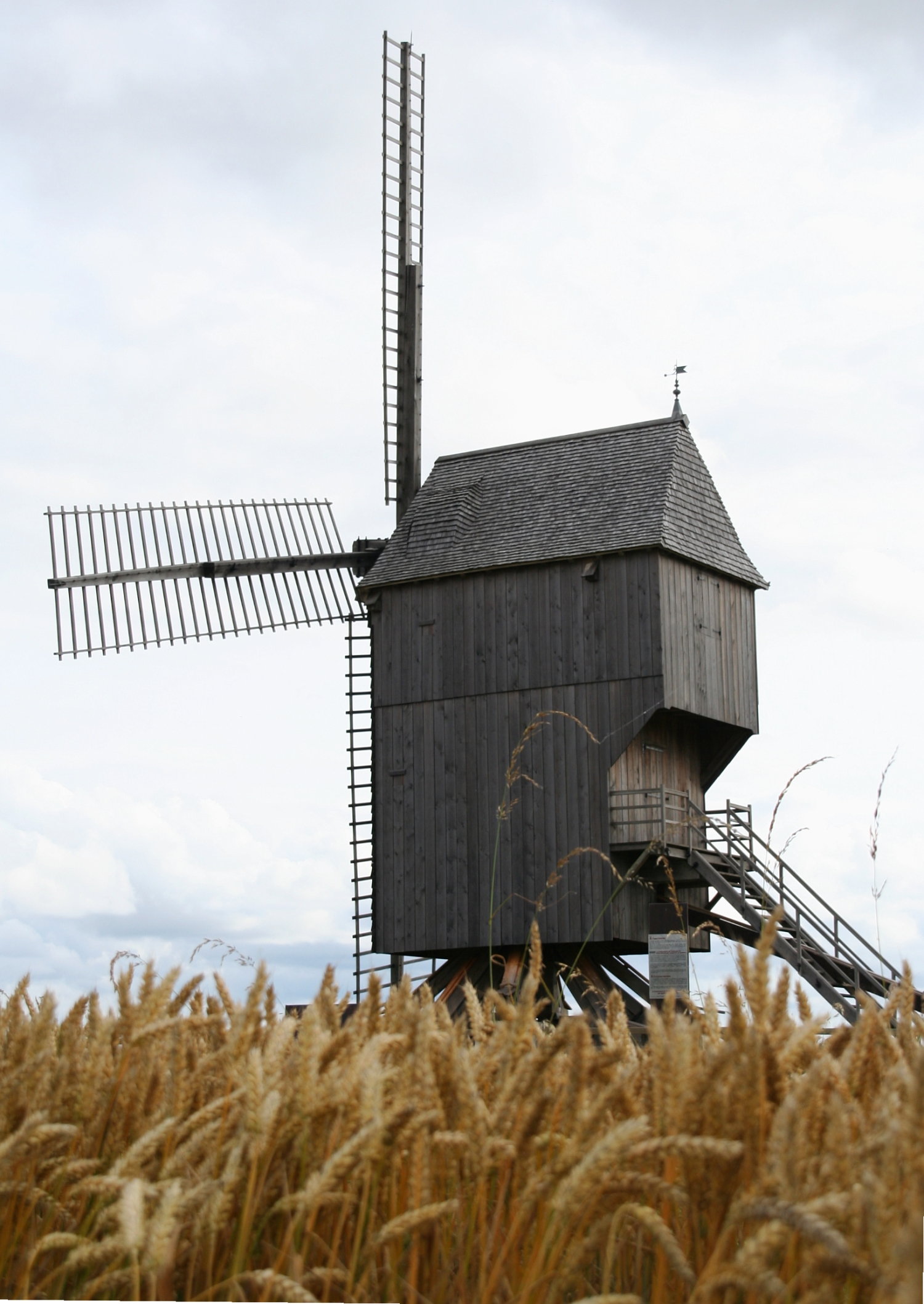
Мельница
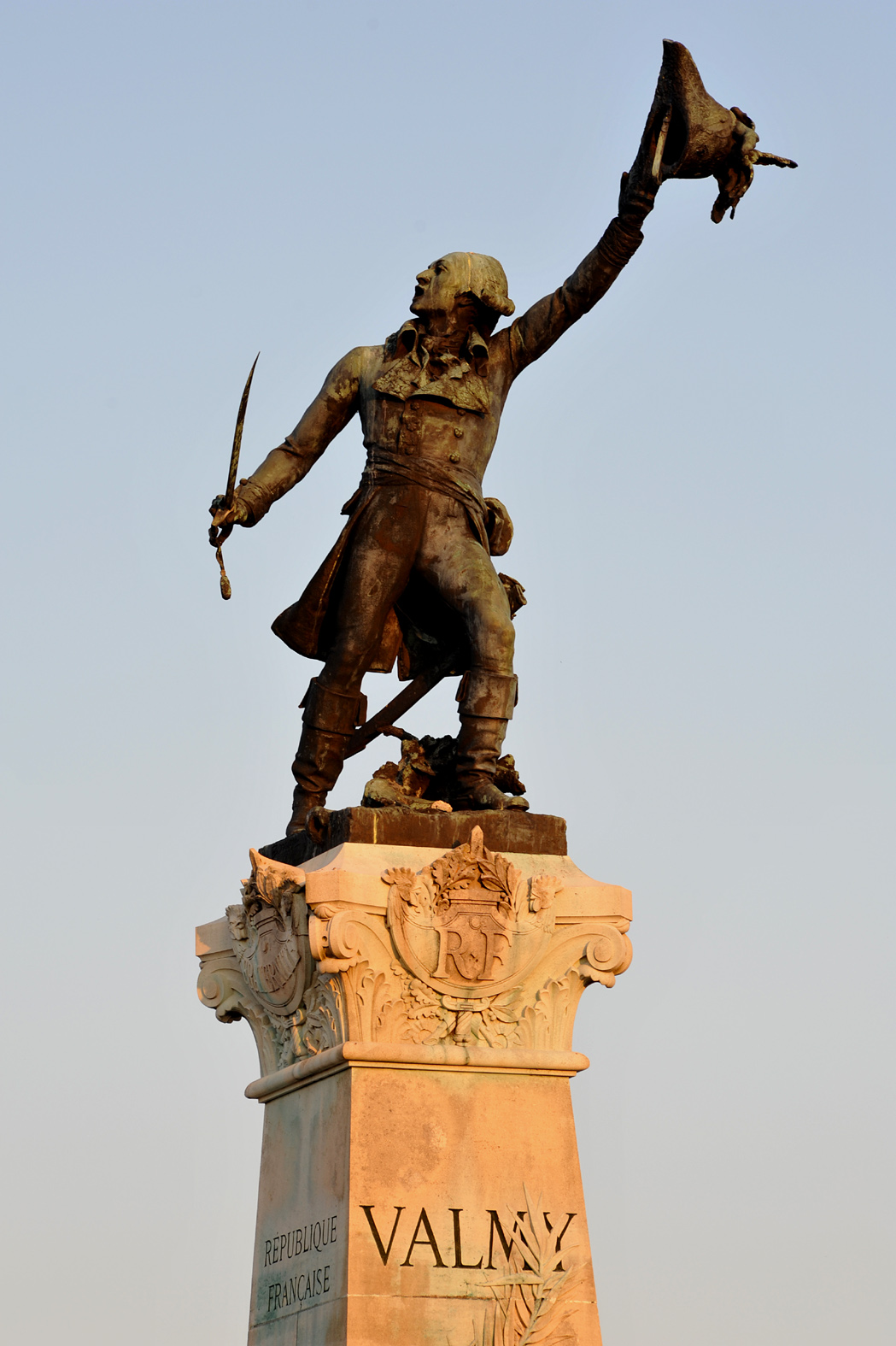
Памятник Келлерману
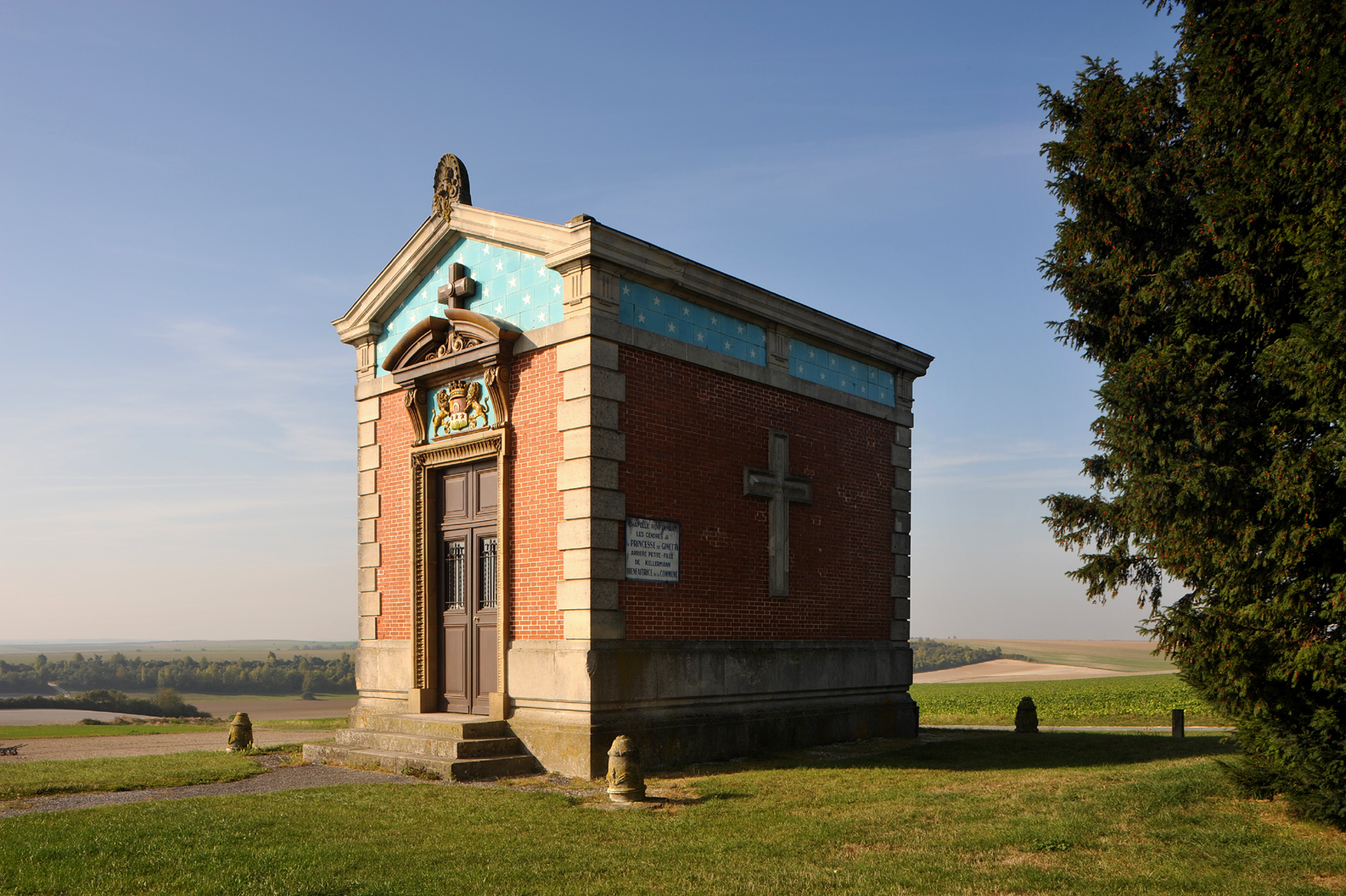
Часовня с прахом принцессы Жинетти
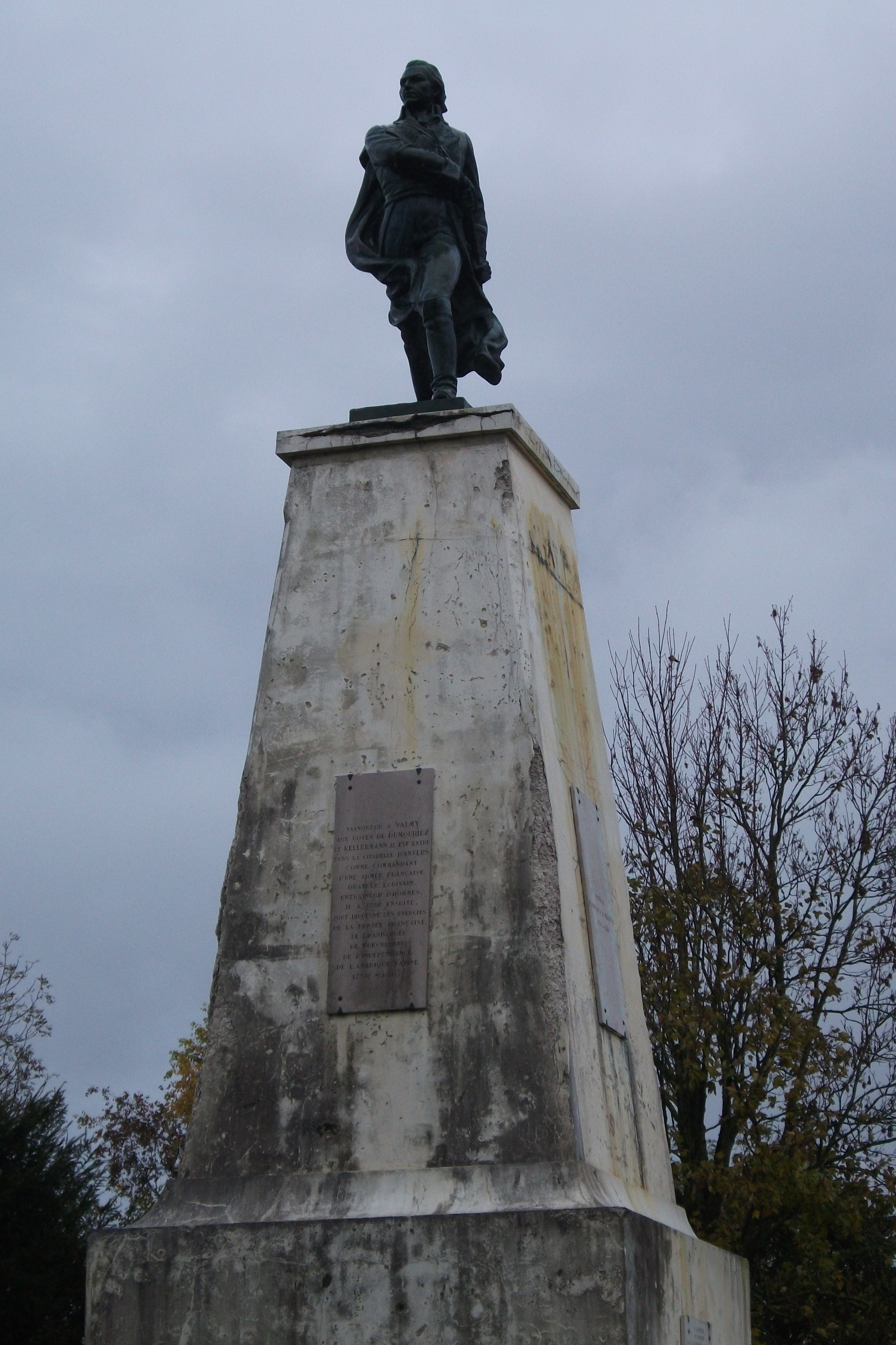
Франсиско де Миранда
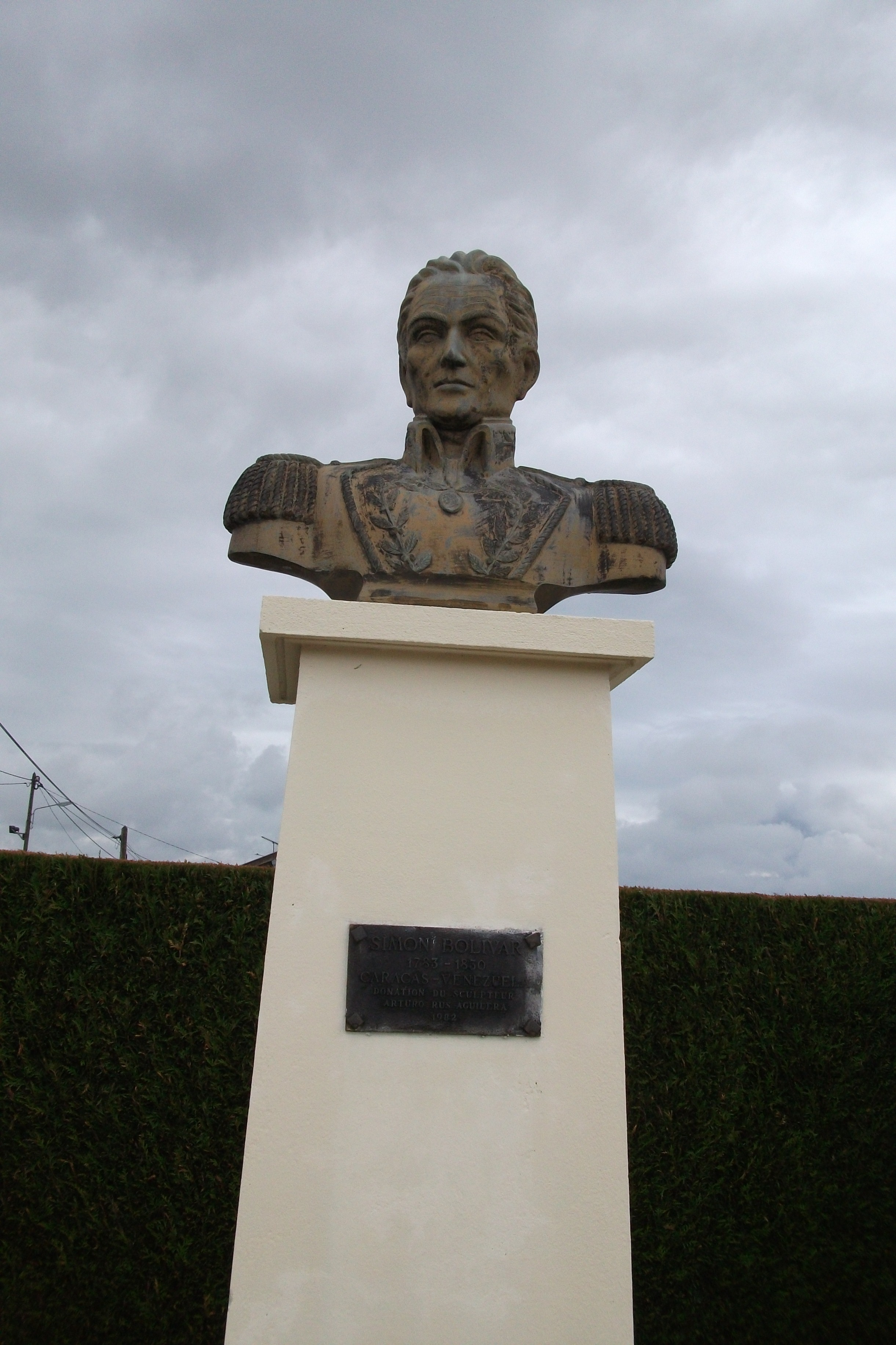
Симон Боливар
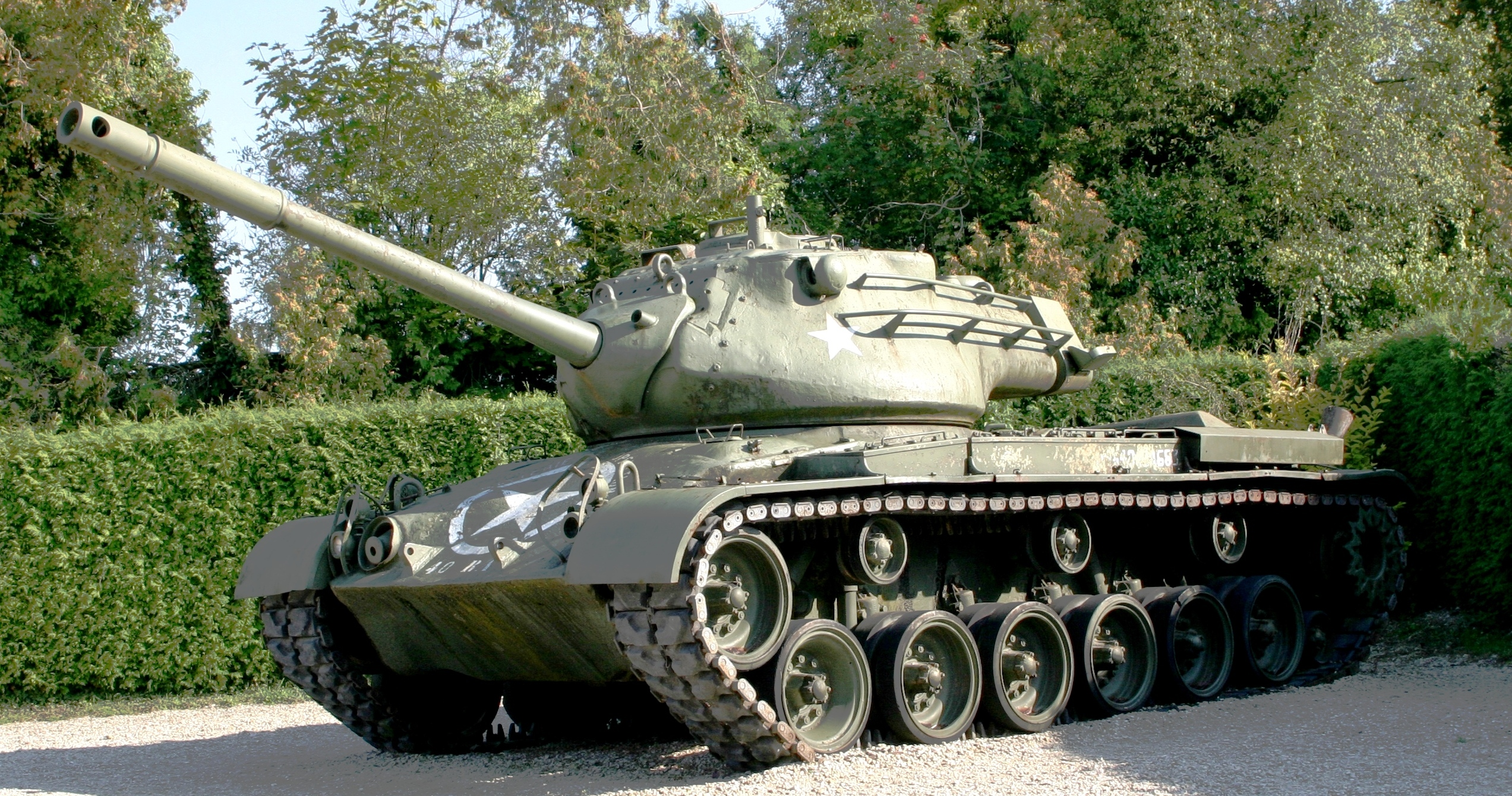
M47